# مزارع (خمین)
مزارع یک روستا در ایران است که در بخش کمره شهرستان خمین واقع شده‌است. مزارع ۳۵ نفر جمعیت دارد.